# Palazzo della Borsa (Ferrara)
Il Palazzo della Borsa, che sarebbe più corretto definire ex palazzo della Borsa o anche palazzo dell'ex Monte di Pietà, è un edificio monumentale che si trova a Ferrara in largo Castello, di fronte al Castello Estense e accanto al palazzo della Camera di commercio, sul lato opposto di corso Ercole I d'Este.

## Storia

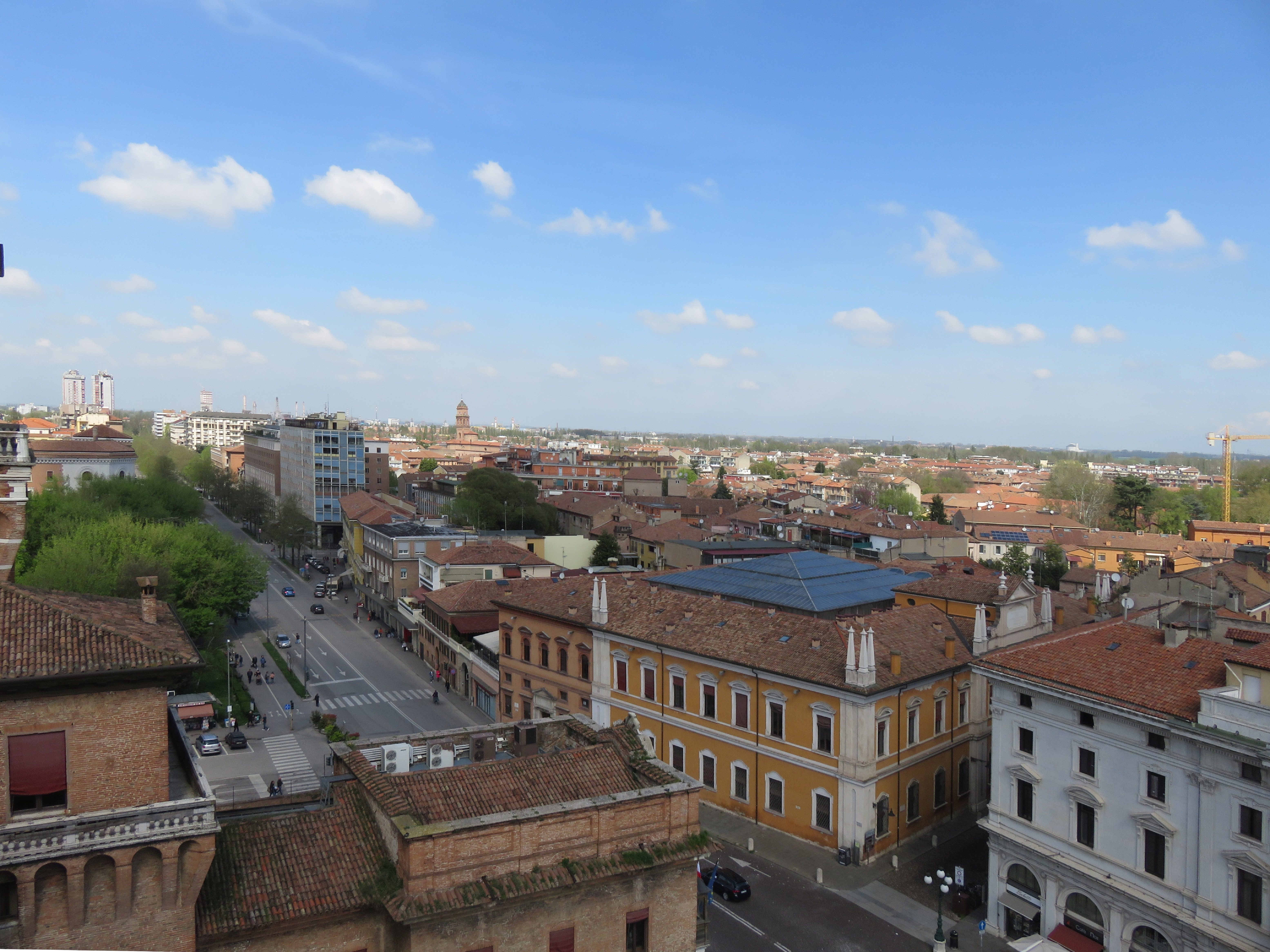
Vista dalla torre dei Leoni del Castello Estense. Palazzo della Borsa si vede al centro dell'immagine accanto al palazzo della Camera di commercio.

La storia del palazzo, che nel tempo ha subito notevoli modifiche e ristrutturazioni, potrebbe iniziare da quando l'area, sino a quel momento esterna alle mura cittadine, venne compresa nel tessuto urbano con l'Addizione Erculea di Ercole I d'Este. Per un certo periodo il sito era stato occupato dai Giardini del Padiglione che il duca vi aveva fatto costruire nel 1477 per la sua corte al posto di precedenti orti e piccole abitazioni per contadini.

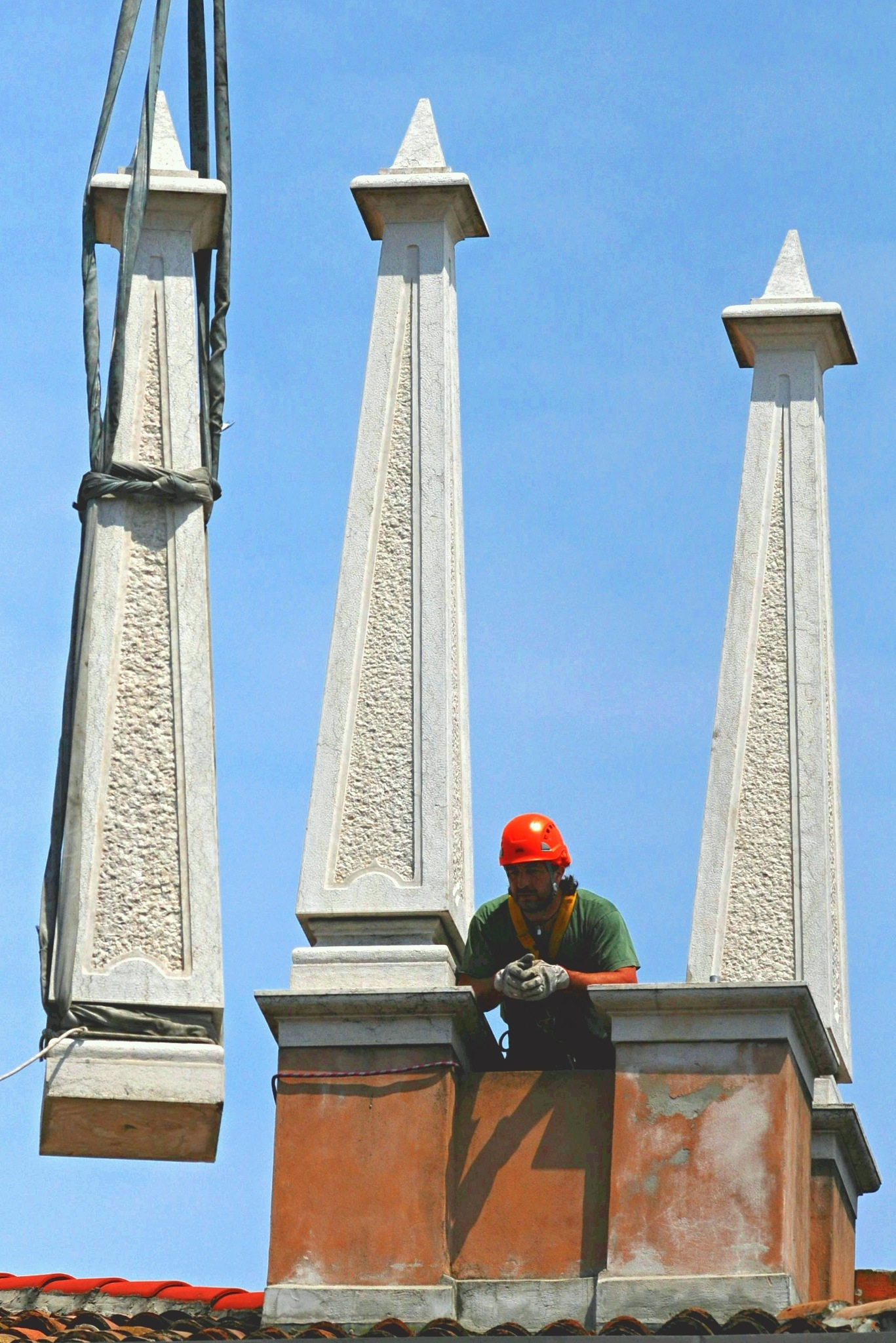
Rimozione delle guglie del palazzo della Borsa dopo il terremoto dell'Emilia del 2012.

La nascita dell'edificio moderno è legata al cardinale legato Giovanni Francesco Banchieri che affidò la sua progettazione all'architetto Angelo Santini.
Dopo il terremoto dell'Emilia del 2012 è stato necessario rimuovere le sue caratteristiche guglie per mettere in sicurezza la zona, anche se il palazzo non ha subito danni rilevanti.

## Descrizione
L'edificio appare di dimensioni monumentali e con due importanti prospetti. Quello principale si affaccia su corso Ercole I d'Este ed è caratterizzato da una simmetria geometrica dei volumi laterali separati dal blocco centrale con un ampio portale al piano terra e, sopra il piano nobile, una grande targa di dedicazione a rendere manifesta la funzione dell'edificio. 
La scritta nella targa recita:
"PAUPERIBUS.SUBLEVANDIS.
SERVANDISQUE.DEPOSITIS.
CURANTE.
IO.FRANCISCO.CARD.BANCHERIO.
TERT.LEGATO.
ANNO.MDCCLXI".

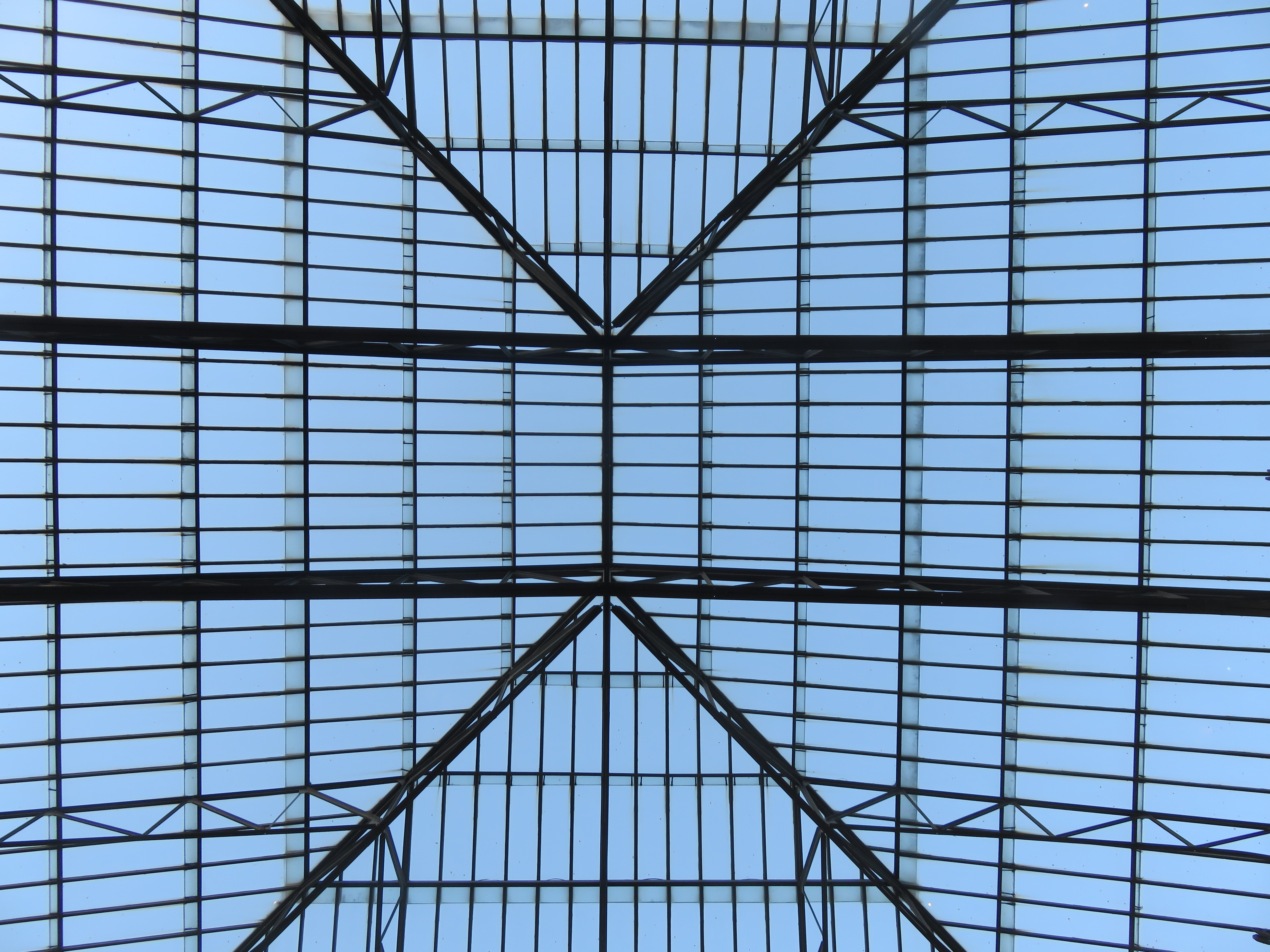
Copertura del cortile d'onore interno.

Il prospetto secondario si affaccia su largo Castello ed è caratterizzato da un'evidente asimmetria. La parte più orientale ricalca sia il disegno sia la intonacatura di tonalità ocra della facciata in corso Ercole I d'Este, e non ha accessi, mentre la parte più occidentale sembra appartenere ad un edificio diverso, con un importante portale marmoreo con due semicolonne corinzie che reggono un frontone classico sotto il quale una grande targa, che in origine era una pala d'altare dell'altar maggiore della chiesa di San Benedetto poi ceduta al cardinale Niccolò Acciaiuoli per la sede del Monte di Pietà in via Garibaldi ed infine, quando quella sede venne chiusa, utilizzata in questo palazzo.

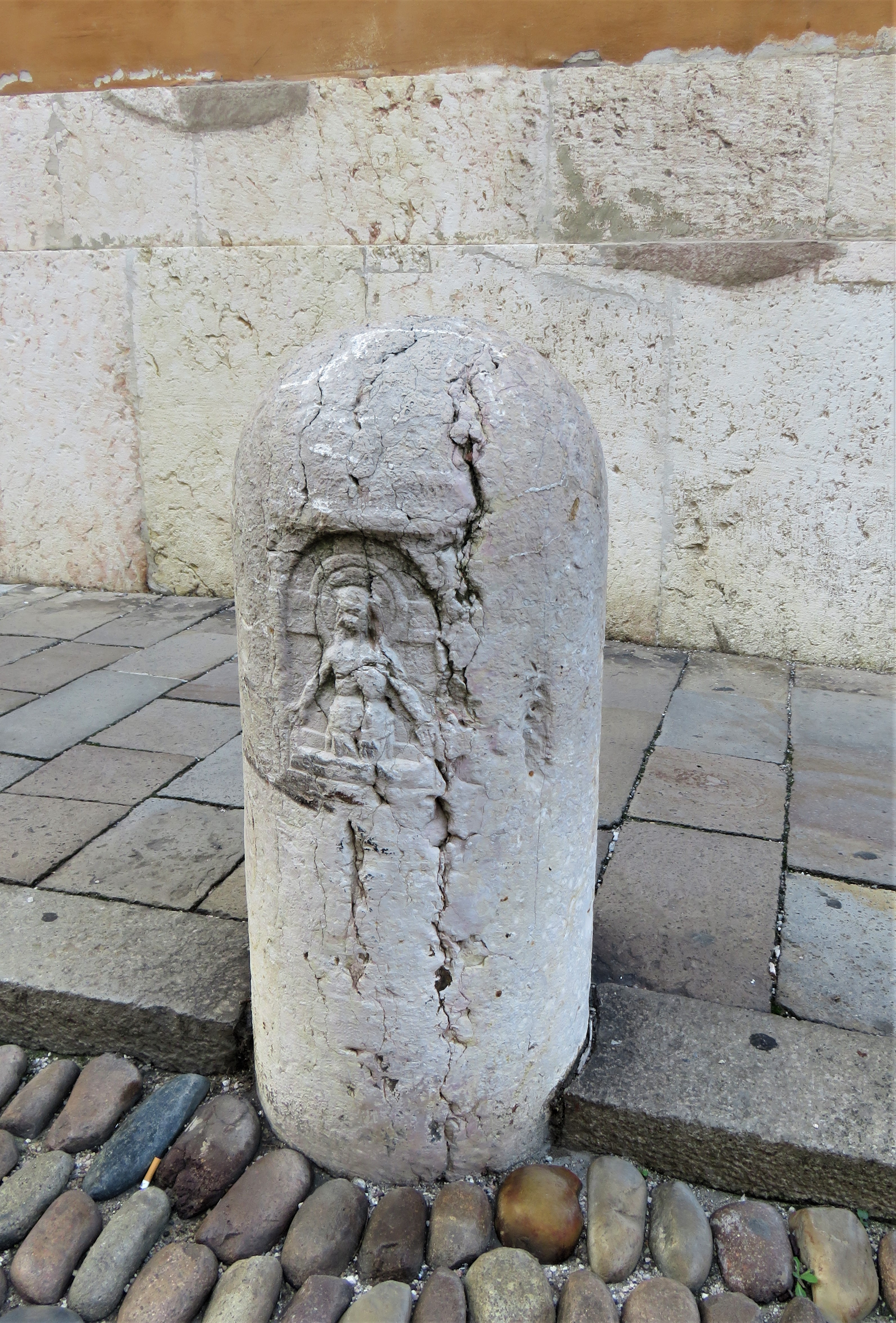
Uno dei paracarri in corso Ercole I d'Este.

Il grande cortile d'onore interno del palazzo è completamente coperto da una struttura-intelaiatura metallica a forma di piramide molto bassa e vetrata, che conferisce allo spazio sottostante una grande luminosità e ne permette l'utilizzo con varie finalità.
Le facciate sono ornate da guglie che ne evidenziano, a livello della copertura, i passaggi formali come le strutture a lesena negli spigoli laterali o nelle separazioni tra due stili diversi come avviene nel prospetto secondario e rappresentano un motivo architettonico peculiare dell'architetto Angelo Santini.

### I paracarri
Un aspetto insolito che caratterizza questo palazzo che in passato fu un Monte di Pietà, è la presenza sul limite dei marciapiedi dei due prospetti principali di paracarri in marmo o pietra bianca ornati da decorazioni a bassorilievo con l'immagine dell'Ecce Homo. Questi fittoni sono unici nel loro genere nel tessuto urbano ferrarese e sono stati oggetto all'inizio del XXI secolo di un intervento di pulizia promosso da Ferrariae Decus.

## Utilizzo
Storicamente, sin dal momento della sua costruzione, l'edificio svolse varie funzioni e passò di proprietà numerose volte. La sua costruzione iniziò nel 1756 e dal 1761 divenne la sede del Monte di Pietà quando Ferrara apparteneva allo Stato Pontificio. Con l'arrivò dell'occupazione da parte delle truppe di Napoleone Bonaparte nel 1796, malgrado le attese di libertà e rispetto, l'istituzione venne soppressa e tutti i beni più preziosi conservati nel Monte, come gioielli, pietre preziose, oro ed argento, vennero requisiti, mentre furono restituiti ai più poveri solo i pegni di minor valore. Nel 1807, quando la parentesi francese si stava concludendo, la sua gestione fu affidata ad una congregazione di carità e il Monte di Pietà divenne nuovamente indipendente a partire dal 1862 e sino al 1930.
Nel 1930 l'istituto venne assorbito dalla Cassa di Risparmio di Ferrara, già proprietaria dell'edificio e già in parte operante da alcuni anni al piano terra del palazzo. Il grande spazio a disposizione fece pensare anche alla possibile apertura di un albergo diurno, che non fu mai realizzata. In seguito la struttura divenne sede della Borsa di Commercio e in quel periodo il grande cortile interno fu ricoperto con l'enorme piramide in vetro e metallo.
Durante il secondo conflitto mondiale subì vari danni e la copertura venne distrutta. La ricostruzione fu possibile solo nel dopoguerra ma intanto anche la Borsa di Commercio aveva lasciato quella sede.
Negli anni dieci del XXI secolo l'immobile, dopo un utilizzo da parte di varie attività commerciali e studi professionali, è stato posto in vendita ed è stato oggetto di nuove iniziative, considerando la sua posizione centrale di interesse anche turistico.